# 대한민국 형사소송법 제252조
대한민국 형사소송법 제252조는 공소시효의 기산점에 대한 형사소송법의 조문이다.

## 조문
제252조(시효의 기산점) ① 시효는 범죄행위의 종료한 때로부터 진행한다.
②공범에는 최종행위의 종료한 때로부터 전공범에 대한 시효기간을 기산한다.

第252條(時效의 起算點) ① 時效는 犯罪行爲의 終了한 때로부터 進行한다.
②共犯에는 最終行爲의 終了한 때로부터 全共犯에 對한 時效期間을 起算한다.

## 참고 문헌
- 손동권 신이철, 새로운 형사소송법(초판, 2013), 세창, 2013. ISBN 9788984114081